# تضعیف مکعب

دو مکعب که در مسئله ذکر شده است. حجم مکعب سمت راست دوبرابر حجم مکعب سمت چپ است.

تضعیف مکعب (به انگلیسی: Doubling the cube) از مسائل باستانی ریاضیات است. هندیان و پس از آنان یونانیان این مسئله را می‌شناختند. این مسئله به همراه تثلیث زاویه و تربیع دایره از مسائل مورد توجه نوابیغ بوده‌است.
شواهدی وجود دارد مبنی بر اینکه مسئله تضعیف مکعب ممکن است نخستین بار در گفته های شاعر گمنام و ریاضی نخوانده از یونان باستان عنوان شده باشد که نارضایی شاه مینوس افسانه ای را از آرامگاه بنا شده برای پسرش ، گلائوکوس شرح می دهد.

## صورت مسئله
صورت مسئله این است:
«فقط با به‌کار بردن سَتّاره و پرگار، مکعبی بسازید که حجم آن دوبرابر حجم مکعب داده شده باشد.»
ثابت شده‌است که این مسئله جوابی ندارد. چرا که دایره معادله درجه دو و خط معادله درجه یک می‌دهد. این دو نمی‌توانند معادله درجه سه حل کنند.

## اثبات
ما با پاره خط واحد تعریف شده، توسط نقاط (0,0) و (1,0) در صفحه شروع می‌کنیم. ما باید یک پاره خط بسازیم که با دو نقطه که با فاصله {\displaystyle {\sqrt[{3}]{2}}} از هم جدا شده اند، تعریف شود. به راحتی نشان داده می شود که ساختارهای قطب نما و خطوط مستقیم به چنین پاره خطی اجازه می دهد، تا آزادانه حرکت کند تا مبدا را به موازات قطعه خط واحد لمس کند - بنابراین به طور معادل می توانیم وظیفه ساخت یک پاره خط از (0,0) را در نظر بگیریم. ({\displaystyle {\sqrt[{3}]{2}}}، 0)، که مستلزم ساختن نقطه است ({\displaystyle {\sqrt[{3}]{2}}}، 0).
به ترتیب، ابزارهای قطب‌نما و خط مستقیم به ما این امکان را می‌دهند که دایره‌هایی را با محوریت یک نقطه از قبل تعریف شده ایجاد کنیم و از نقطه دیگر عبور کنیم و خطوطی ایجاد کنیم که از دو نقطه از قبل تعریف شده عبور می‌کنند. هر نقطه ای که به تازگی تعریف شده باشد، یا در نتیجه تلاقی دو دایره، به عنوان تقاطع یک دایره و یک خط، یا به عنوان تقاطع دو خط به وجود می آید. تمرین هندسه تحلیلی ابتدایی نشان می‌دهد که در هر سه حالت، هر دو مختصات x- و y-نقطه جدید تعریف‌شده، چند جمله‌ای را برآورده می‌کنند. درجه بالاتر از درجه دوم نیست، با ضرایبی که جمع، تفریق، ضرب و تقسیم شامل مختصات نقاط از قبل تعریف شده (و اعداد گویا) است. در اصطلاحات انتزاعی تر، مختصات x- و y- جدید دارای چندجمله‌ای حداقل درجه حداکثر 2 در زیرشاخه  {\displaystyle \mathbb {R} } ایجاد شده توسط مختصات قبلی. بنابراین، درجه گسترش میدان مربوط به هر مختصات جدید 2 یا 1 است.
بنابراین، با توجه به مختصاتی از هر نقطه ساخته شده، می‌توانیم به صورت استقرایی از طریق مختصات x- و y- نقاط به ترتیب به عقب حرکت کنیم. آنها تا زمانی که به جفت اصلی نقاط (0,0) و (1,0) برسیم تعریف شدند. از آن‌جایی که هر پسوند میدان دارای درجه 2 یا 1 است، و از آنجایی که گسترش میدان بیش از {\displaystyle \mathbb {Q} } مختصات جفت نقطه اصلی به وضوح درجه 1 است، از قانون برج نتیجه می‌شود که درجه گسترش میدان بر روی {\displaystyle \mathbb {Q} } هر مختصاتی از یک نقطه ساخته شده توان 2 است.